# Alexander Ursenbacher
Alexander Ursenbacher (* 26. April 1996 in Rheinfelden AG) ist ein Schweizer Snookerspieler. Seit 2013 ist er mit zwei Jahren Unterbrechung Teilnehmer der World Snooker Tour. Er ist der erste Schweizer auf der Profitour und der erste Spieler aus dem deutschsprachigen Raum, der es in die Endrunde der Snookerweltmeisterschaft geschafft hat.

## Karriere

### Anfänge und Qualifikation für die Profitour
Alexander Ursenbacher stammt aus Rheinfelden und wuchs dort und in Riehen im Kanton Basel-Stadt auf. In seiner Kindheit war er auch im Tennis und im Kampfsport aktiv, aber als er mit 12 Jahren beim Billardspielen die Variante Snooker entdeckte, beschloss er, sich darauf zu konzentrieren, und er trat sofort dem Basler Snooker Club bei. Bereits ein Jahr später wurde er Schweizer Meister in der Altersklasse U 19. Nur ein Jahr später nahm er erstmals an einem Pro-Am-Turnier teil: Am Paul Hunter Classic 2010 gewann er sein erstes Match gegen den Deutschen Ralf Günzel und verlor dann gegen Gareth Allen. Am 26. September 2010 erzielte Ursenbacher mit 101 Punkten sein erstes Century Break in einem Turnier. Damit ist er der jüngste Schweizer, dem dies gelang. Im Jahr darauf verhinderte mit Sam Harvey erneut ein Spieler von den Britischen Inseln seinen Einzug in die Hauptrunde am Paul Hunter Classic.
Nach mehreren Aufenthalten in England unter anderem an den Snooker Academys in Sheffield und Gloucester sowie Einzeltrainings mit Snooker-Profi Ian McCulloch gewann er in der Saison 2011/12 seinen ersten Schweizer Meistertitel in der Kategorie Herren. Seither dominiert er die schweizerische Snookerszene. Im August schaffte er am Paul Hunter Classic erstmals den Einzug in die Profirunde, wo er auf Craig Steadman traf und verlor. Seit Herbst 2012, nach der obligatorischen Schulausbildung, konzentriert er sich voll und ganz auf den Snookersport. Ursenbacher verteidigte seinen nationalen Titel erfolgreich bei der Schweizer Meisterschaft 2013.
Bei seiner ersten Teilnahme an der Q School qualifizierte er sich im Mai 2013 für die Main Tour der Profis. Nachdem er beim ersten Turnier im Achtelfinal ausgeschieden war, gewann er im zweiten Turnier seine Gruppe, wobei er lediglich einen einzigen Frame gegen Reanne Evans im Halbfinal verlor; im ersten Frame der dritten K.-o.-Runde spielte er ein Break von 140 Punkten gegen Adam Wicheard. Er erhielt ein Zweijahresticket für die Saison 2013/2014 und 2014/2015 und war der erste gebürtige Schweizer auf der Main Tour.

### Zwei Profi- und zwei Amateurjahre
In seinem ersten Jahr gab es jedoch fast nur Auftaktniederlagen. Erst im November 2013 gelang ihm am Kay Suzanne Memorial Cup sein erster Sieg gegen Ken Doherty. Er gewann mit 4:1 und verlor anschliessend nur knapp mit 3:4 gegen Peter Ebdon. Einen positiven Abschluss nahm die Saison mit einem 10:7-Erstrundensieg gegen David Morris bei der Weltmeisterschaft 2014. Zu Beginn der Saison 2014/15 konnte er sich am Wuxi Classic erstmals für die Hauptrunde eines Weltranglistenturniers qualifizieren. Er besiegte Kyren Wilson mit 5:4, konnte dann aber in China nicht antreten. Anschliessend gelang ihm auch am Australian Goldfields Open ein knapper 5:4-Sieg gegen Martin O’Donnell in der ersten von vier Qualifikationsrunden. In der aktuellen Weltrangliste verbesserte er sich dadurch bis auf Platz 102. Danach gab es aber bis einschliesslich der Weltmeisterschaft nur noch Auftaktniederlagen, er fiel wieder zurück und hatte keine Chance auf den Verbleib auf der Main Tour.
Ursenbacher versuchte unmittelbar die Wiederqualifikation über die Q School und erreichte im ersten Turnier auch erneut seinen Gruppenfinal, verlor aber dann gegen den Waliser Daniel Wells mit 1:4. Auch im zweiten Turnier blieb er erfolglos, so dass ihm in der Saison 2015/2016 nur die Teilnahme an der Players Tour Championship blieb. Bei drei Turnieren trat er an, und bei den Ruhr Open 2015 erreichte er mit dem Einzug ins Hauptturnier sein bestes Ergebnis. Bei der U21-Weltmeisterschaft in Rumänien kam es im Achtelfinal zum Duell der Ex-Profis mit Kacper Filipiak, das der Pole knapp mit 5:4 für sich entschied. Bei der Europameisterschaft trafen die beiden erneut aufeinander, und wieder gewann Filipiak. Und bei der Junioren-EM war zum dritten Mal der Achtelfinal Endstation für den Schweizer, diesmal war gegen Josh Boileau Schluss. Die Saison beendete Ursenbacher mit dem erneuten Versuch, über die Q School auf die Main Tour zurückzukehren. Wieder erreichte er einen Gruppenfinal, diesmal beim zweiten Turnier, und wieder verpasste er die Qualifikation durch ein 2:4 gegen Alex Borg.
In der Saison 2016/17 nahm er erneut an der U21-Weltmeisterschaft teil. Diesmal erreichte er den Final und verlor nur knapp mit 5:6 gegen den Chinesen Xu Si. Bei seinem ersten Auftritt bei der Amateurweltmeisterschaft erreichte er den Achtelfinal. Anfang 2017 spielte er in der ersten Runde der Three Kings Open in Österreich sein erstes Maximum Break. Dieses Turnier gewann er schliesslich auch. Da dieses Turnier kein Profiturnier war, wurde dieses Maximum Break nicht in die offizielle Liste aufgenommen. Im März 2017 erreichte er bei der Junioren-Europameisterschaft den Final. Er gewann mit 6:4 gegen den Waliser Jackson Page und wurde U21-Europameister. Damit qualifizierte er sich auch für zwei weitere Jahre auf der Main Tour ab Juni 2017. Zuvor bekam er noch eine Wildcard für die Snookerweltmeisterschaft 2017. Dort besiegte er Robert Milkins mit 10:6 und anschliessend auch Scott Donaldson mit 10:9 und erreichte erstmals die dritte Runde eines Weltranglistenturniers.

### Zweite Profizeit und WM-Höhepunkt
In seine zweite Profizeit startete Ursenbacher deutlich erfolgreicher als vier Jahre zuvor.
Beim Riga Masters 2017 besiegte er Billy Castle und Elliot Slessor jeweils mit 4:0, beim Indian Open führten ihn klare Siege gegen Jamie Jones und Andrew Higginson ebenfalls in Runde 3. Bei den English Open überwand er mit einem Sieg über Stuart Carrington erstmals Runde 3, mit einem 4:1 über den Weltranglistenfünften Shaun Murphy gelang ihm danach erstmals ein Erfolg über einen Topspieler und nach einem 5:0 über Michael White stand er sogar im Halbfinal des Turniers. Dort verlor er mit 3:6 gegen Top-16-Spieler Kyren Wilson. Mit Platz 75 in der Rangliste erreichte er eine neue Höchstposition. Danach war es aber wie abgeschnitten, im ganzen Rest der Saison gelang ihm nur noch ein Sieg, und der nur in einem Ein-Frame-Match beim Shoot-Out gegen Jack Lisowski. In der Saison 2018/19 gelang ihm immerhin früh eine Serie von fünf Erstrundensiegen in Folge, dann folgten aber wieder viele Niederlagen nacheinander. Saisonhöhepunkt waren die Welsh Open. Nach Siegen über Yan Bingtao und Zhang Jiankang gewann er in Runde 3 gegen den Weltranglistendritten Ronnie O’Sullivan mit 4:2, bevor er im Achtelfinal ausschied. Danach verpasste er es aber durch weitere frühe Niederlagen, auf seine gute Ausgangsposition aufzubauen. Die klare 4:10-Niederlage zum Auftakt der WM-Qualifikation führte dazu, dass er auf Platz 73 der Rangliste blieb und erneut seinen Profistatus verlor.
Zum vierten Mal trat er danach in der Q School an und nach zwei schwachen Auftritten erreichte er im dritten Turnier zum wiederholten Mal das Entscheidungsspiel. Mit Sanderson Lam und Si Jiahui hatte er starke Gegner besiegt und den Final gewann er mit 4:3 im Decider gegen Peter Lines. Damit sicherte er sich zwei weitere Profijahre. 2019/20 gab es zu Beginn wieder nur einzelne Siege, unter anderem ein 5:4 gegen Ali Carter bei der China Championship. Bei den Northern Ireland Open gelang ihm dann wieder ein herausragendes Ergebnis. Er besiegte unter anderem Stuart Bingham und Mark Allen und zog in den Viertelfinal ein. Ansonsten war Runde 3 beim German Masters bis zur Weltmeisterschaft das einzige bessere Ergebnis. In der WM-Qualifikation gelang ihm dann ein überraschender 6:3-Erfolg gegen Gary Wilson. Damit spielte er gegen Andrew Higginson um den Einzug in die Endrunde im Crucible Theatre. Er dominierte die Partie und gewann am Ende mit 10:8. Damit war er der erste deutschsprachige Spieler, der es unter die Letzten 32 bei einer Weltmeisterschaft gebracht hatte. Sein Crucible-Match gegen Barry Hawkins verlor er allerdings klar mit 2:10.

### Auf und Ab der Profikarriere
Die Weltmeisterschaft 2020 war das erste Turnier, das wegen der COVID-19-Pandemie ohne Publikum gespielt worden war. Die folgende Saison fand unter Quarantänebedingungen statt, mit denen der Schweizer gut zurechtkam. Er startete auf Platz 66 der Rangliste in die Saison und nachdem er bei den English Open und der UK Championship jeweils Runde 3 erreicht hatte, ging es weiter aufwärts. Dort gelang ihm auch sein zweiter Sieg gegen Ronnie O’Sullivan mit 6:5. Es folgte ein weiteres Mal Runde 3 bei den Welsh Open und sogar der Achtelfinal bei den Gibraltar Open, auch wenn die weniger wichtig für die Platzierung waren. Bei der abschließenden Weltmeisterschaft kämpfte er sich zum zweiten Mal in die letzte Qualifikationsrunde, am «Judgment Day» verlor er aber diesmal gegen Ali Carter klar mit 4:10. Er belegte zum Saisonschluss Platz 45 und verlängerte damit erstmals automatisch seine Tourzugehörigkeit.
2021/22 begann wieder unter normalen Bedingungen durchwachsen. Es gelangen ihm nur einzelne Siege, aber da er wenig Punkte aus der Vor-vor-Saison zu verteidigen hatte, kletterte er nach einem Sieg bei der UK Championship trotzdem bis zur Höchstposition 39 in der Weltrangliste. Bis dahin hatte es aber schon zwei Auftaktniederlagen gegeben und vier weitere Niederlagen am Stück folgten. Nur beim Turkish Masters gelang ihm noch ein Sieg, selbst die WM-Qualifikation war schnell zu Ende. Mit dem Wegfall der Punkte der WM-Endrunde zwei Jahre zuvor aus der Wertung folgte der Sturz in der Rangliste auf Platz 62, womit er gerade noch seinen Profistatus behielt. Die Tendenz zeigte aber auch im nächsten Jahr weiter nach unten. Obwohl er beim British Open 2022 Ronnie O’Sullivan ein weiteres Mal besiegen konnte, war es nur einer von wenigen Siegen. Nur beim für die Rangliste unbedeutenden Sonderformat Shoot-Out im Januar 2023 kam er in Runde 3. Es waren bis zum Saisonende seine letzten beiden Siege, folgerichtig fiel er bis auf Platz 87 und damit ein weiteres Mal aus dem Profifeld heraus.

### Kampf um die Tourzugehörigkeit
Als Q-School-Spezialist versuchte er sich dort an der sofortigen Wiederqualifikation. Bereits beim ersten Q-School-Turnier besiegte er mit Alfie Burden und im Entscheidungsspiel Barry Pinches zwei der erfahrensten Ex-Profis und sicherte sich zwei neue Profijahre. Doch die Saison 2023/24 begann, wie die letzte geendet hatte. Bei den ersten K.-o.-Turnieren verlor er sechsmal in Folge das erste Spiel, bevor ihm bei der UK Championship gegen Andrew Higginson und Tian Pengfei zwei Siege am Stück gelangen. Es ging etwas aufwärts, Runde 3 beim Shoot-Out folgten noch zwei weitere Siege und zum Saisonabschluss ein 10:0-Sieg über Iulian Boiko bei der WM. Ins zweite Jahr startete er mit 3 Siegen und 2 Unentschieden in der Championship League 2024, einem Gruppenturnier, doch die notwendige Aufholjagd blieb aus. Bei den grossen Turnieren schied er fast immer in Runde 1 aus, lediglich bei den Home-Nations-Turnieren lief es etwas besser mit Runde 3 bei den Scottish Open. Nach dem Jahreswechsel besiegte er beim German Masters 2025  mit Jack Lisowski und Ali Carter auch einmal wieder stärkere Gegner und erreichte nach längerer Zeit wieder den Achtelfinal. Doch als einziger grösserer Erfolg in zwei Jahren war das viel zu wenig und erneut war der Profistatus verloren.
Wieder musste es die Q School richten und wieder setzte sich Ursenbacher bereits im ersten Turnier gegen starke Gegner wie James Cahill, David Grace und Ashley Hugill durch, bevor er mit einem 4:1-Sieg über Ryan Davies zwei weitere Profijahre perfekt machte.

## Spielerstatistik

### Profitour-Erfolge
- Halbfinale: English Open (2017)
- Viertelfinale: Northern Ireland Open (2019)
- Achtelfinale: Welsh Open (2019), Gibraltar Open (2021), German Masters (2025)

### Qualifikation
- Q School: 2013 – Turnier 2, 2019 – Turnier 3, 2023 – Turnier 1, 2025 – Turnier 1

### Internationale Amateurerfolge
- Amateurweltmeisterschaft: Achtelfinal 2016
- U21-Weltmeisterschaft: Finalist 2016; Achtelfinal 2015
- Amateureuropameisterschaft: Achtelfinal 2016
- U21-Europameisterschaft: Sieger 2017 in Nikosia; Viertelfinal 2013[12]; Achtelfinal 2016

### Nationale Erfolge
- Schweizer Meister Junioren – 2009
- Biel Open – 2010
- Basel Open – 2011
- Salsiccia Open, Zofingen – 2011
- Pot Belly’s Open – 2011, 2013
- Schweizer Meister Herren – 2012, 2013[5]
- Zürich Open – 2012, 2016, 2017, 2025
- Döttinger Open – 2012, 2016
- Christmas Open – 2012, 2015, 2016
- Swiss Open – 2019